# National Museum of the American Indian

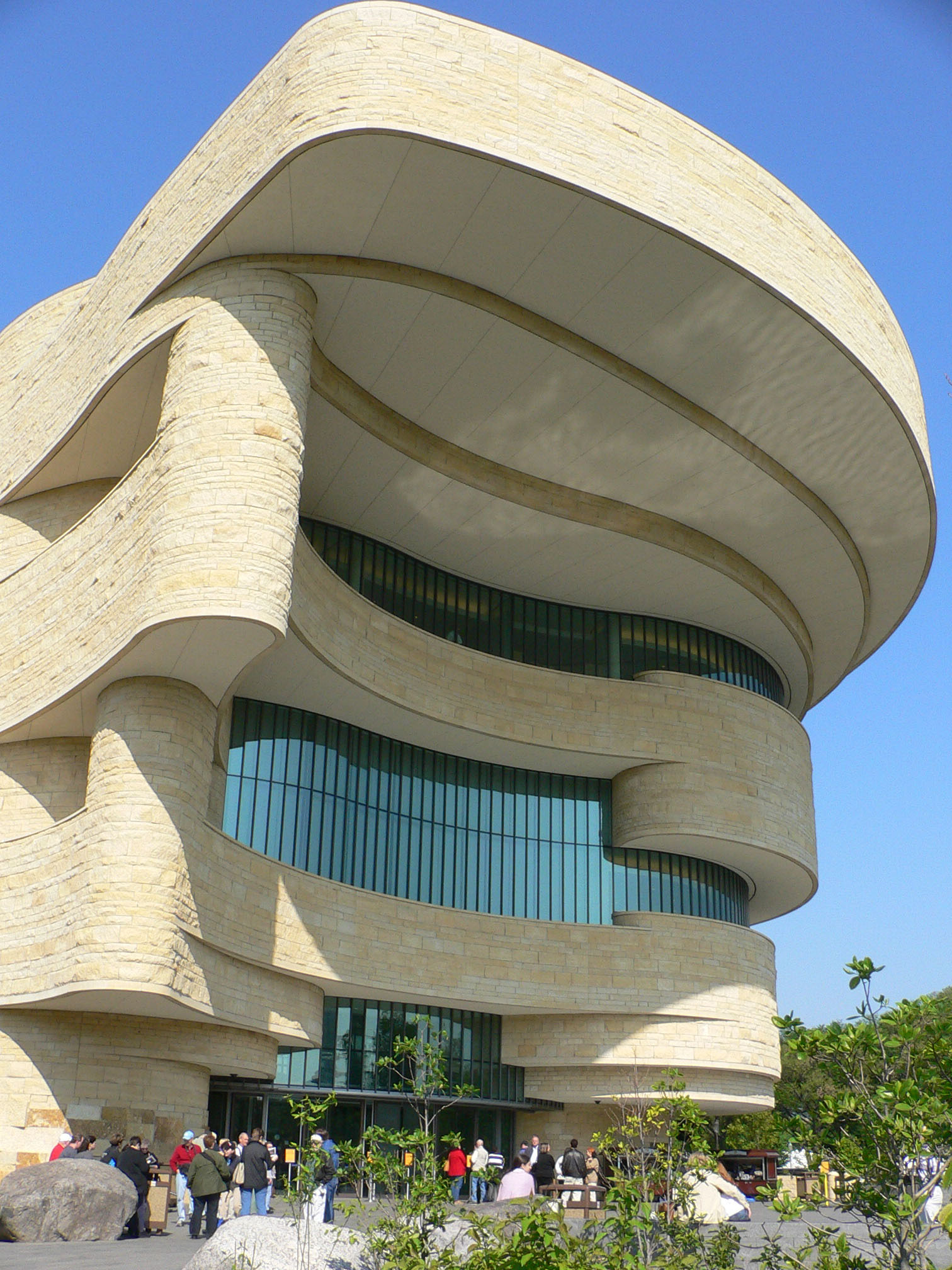
National Museum of the American Indian, ingang

Het National Museum of the American Indian is een museum in Washington D.C. gewijd aan de inheemse volkeren van het westelijk halfrond. Het museum staat op de National Mall en is onderdeel van het Smithsonian Institution.
Het National Museum of the American Indian werd geopend in september 2004, vijftien jaar nadat het Amerikaans Congres in 1989 had besloten tot de vestiging van dit museum. Het hoofdgebouw met zijn karakteristieke organische rondingen werd ontworpen door de Canadese architect Douglas Cardinal, wiens werk sterk geïnspireerd is door zijn Blackfoot- en Métis-afkomst. Ook de meeste andere (landschaps)architecten die betrokken waren bij de bouw van het museum zijn van inheemse afkomst.
Naast het hoofdgebouw omvat het museum ook het George Gustav Heye Center in New York, waar het jaarlijkse Native American Film + Video Festival wordt gehouden. Ook heeft het museum onderzoeks- en collectiefaciliteiten in Suitland (Maryland).
Het grootste deel van de museumcollectie is afkomstig uit de verzameling van George Gustav Heye, die begin 20e eeuw de grootste privéverzameling ter wereld van voorwerpen uit inheemse Amerikaanse culturen aanlegde en in 1922 het Museum of the American Indian in New York opzette om deze verzameling te tonen.
De collectie valt niet onder de Native American Graves Protection and Repatriation Act, een Amerikaanse wet die federale overheidsinstanties en instellingen die subsidie ontvangen van de federale overheid verplicht om inheemse voorwerpen van speciale emotionele of religieuze waarde (zoals menselijke resten) terug te geven aan de volkeren waarvan ze afkomstig zijn. Het museum heeft wel zijn eigen richtlijnen betreffende het respectvol omgaan met inheemse voorwerpen.

## National Native American Veterans Memorial

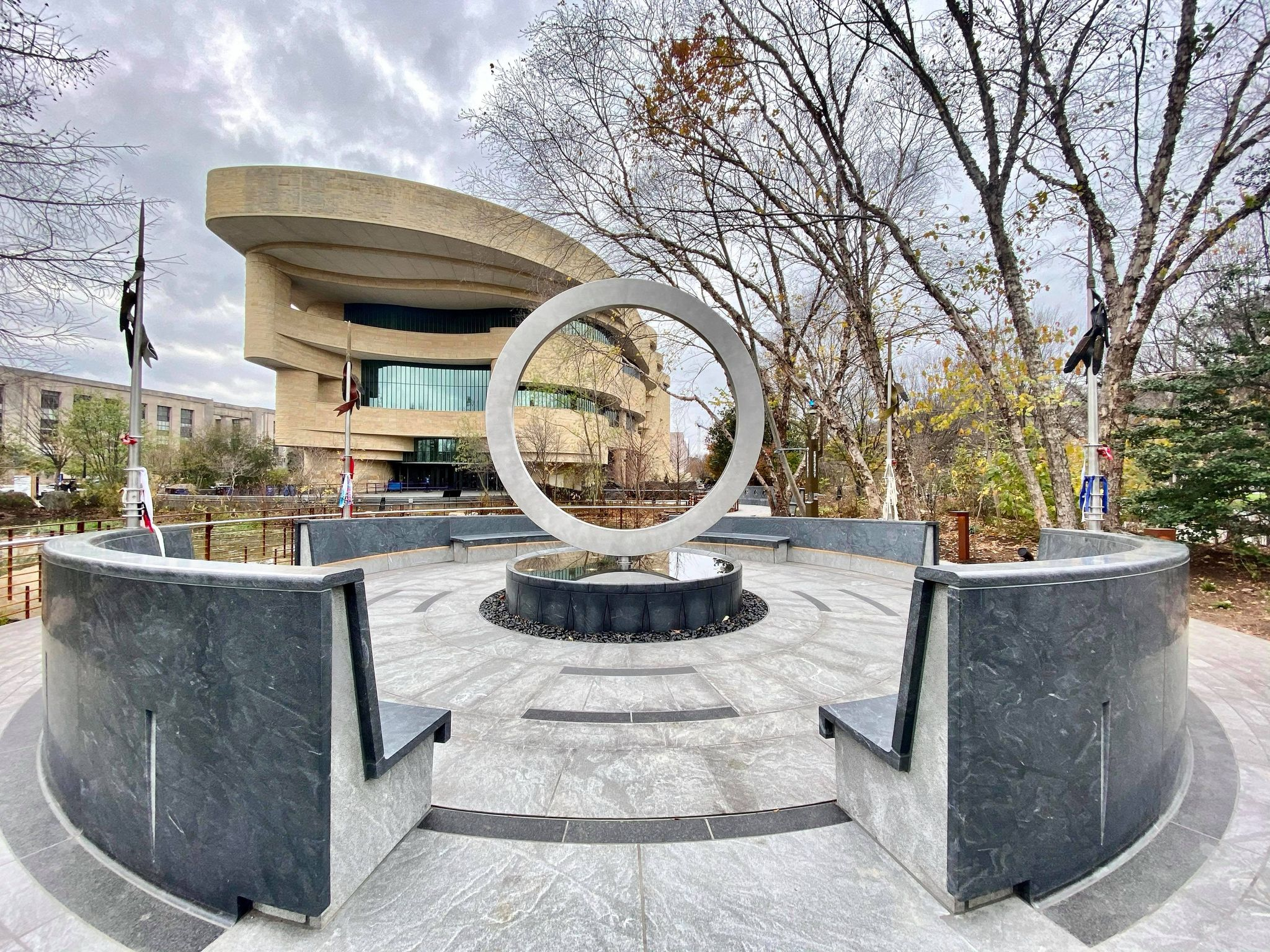
Het National Native American Veterans Memorial in het National Museum of the American Indian.

Het National Native American Veterans Memorial is een monument ter ere van de Amerikaanse inheemse veteranen die in de Amerikaanse strijdkrachten hebben gediend tijdens elk Amerikaans conflict sinds de Amerikaanse Revolutie. De bouw werd door het Congres goedgekeurd in 1994, met amendementen in 2013. Op Veteranendag 2020 werd het plechtig geopend.
Het gedenkteken werd ontworpen door Cheyenne en Arapaho-kunstenaar Harvey Pratt en is getiteld Warriors' Circle of Honor. Rond de banken zijn vier lansen aangebracht waaraan bezoekers doeken kunnen binden voor gebeden en genezing.